# Divina creatura
Divina creatura è un film del 1975 diretto da Giuseppe Patroni Griffi, tratto dal romanzo La divina fanciulla (1920) di Luciano Zuccoli, con Laura Antonelli, Terence Stamp e Marcello Mastroianni.

## Trama
Nell'alta società della Roma degli anni venti, il duca Daniele di Bagnasco è uno degli uomini più in vista, brillante e affascinante conquistatore di cuori femminili.
Quando si invaghisce della borghese Manuela Roderighi, condividendola e poi strappandola all'ingenuo fidanzato Martino Ghiondelli, quella che dovrebbe essere solo l'ennesima avventura di breve durata si trasforma in una bruciante passione, messa però a dura prova dalla scoperta che la donna frequenta abitualmente la famigerata casa d'appuntamenti della signora Fonés e dai dubbi tormentosi sul fatto che lei ricambi davvero i suoi sentimenti.

Il marchese Barra (Marcello Mastroianni), il duca Bagnasco (Terence Stamp) e Manuela Roderighi (Laura Antonelli)

Daniele, furente, arriva a progettare di avvelenare l'amante, ma desiste all'ultimo momento, perché la profonda attrazione per la donna prevale sul senso del disonore. Quando poi scopre che l'uomo che l'ha violentata, appena quindicenne, e dopo una perversa relazione l'ha introdotta alla prostituzione di lusso, è una persona da lui ben conosciuta, addirittura suo cugino, il marchese Michele Barra, decide di architettare una raffinata vendetta a danno del nobile parente: costringe Manuela ad avvicinare l'odiato persecutore del passato ed a fingere per lui un interesse, solo per frustrarlo ripetutamente e dimostrargli la forza dell'attuale legame di sincero amore con Bagnasco.
Il piano non si svolge però come previsto dal suo autore, perché Barra, rivedendo l'amante/vittima di un tempo, ammette di essersi pentito di averla gettata via, tanti anni prima, e Manuela è disposta a credergli ed iniziare una nuova relazione con lui. Bagnasco inconsapevolmente ha quindi aperto la strada al tradimento nei suoi confronti.
Quando Daniele scopre che gli incontri tra Manuela e Barra non si limitano a quelli da lui accuratamente organizzati e che la relazione tra i due è ormai di dominio pubblico, affronta l'amante, che però nega tutto ed accusa gli amici del duca di inventare e diffondere solo maldicenze. Ma lui ha già visitato i luoghi degli incontri clandestini e potuto constatare che le voci corrispondono a realtà.
Manuela, stretta tra le attenzioni contrastanti dei due aristocratici, non riesce più a sopportare la situazione e fugge a Parigi. Mentre Barra non ha difficoltà a superare la perdita ed è pronto a vestire la camicia nera per aderire al fascismo in ascesa, Bagnasco disperato, dopo aver tentato inutilmente di superare il dolore stordendosi con la cocaina e la morfina, finisce per spararsi un colpo alla testa.

## Critica
Il Dizionario Mereghetti definisce il film una «rivisitazione calligrafica e ridondante del romanzo», a cui però non mancano l'ironia e il tentativo di dare una valenza femminista alle vicende della protagonista, modificando il finale tragico del romanzo.
Per il Dizionario Morandini è «cinema di grande sartoria [...] una stolida e tragicomica burattinata, sontuosamente arredata, che si prende terribilmente sul serio».
La Antonelli è giudicata «inascoltabile», incapace di dare spessore al suo personaggio. Tuttavia l'attrice, già famosa come una delle icone sexy del cinema italiano, in questa pellicola ha fatto scalpore per una scena di nudo integrale di ben sette minuti, un'eternità per quell'epoca.

## Cast
Nel film sono presenti come comparse alcuni veri aristocratici: il principe Gaetano Torlonia, la marchesa Berlingieri, il principe Lanza di Trabia, la principessa Rita Jussupov, la duchessa Paula Martinez y Cabrera.

## Riconoscimenti
- 1976 - Nastro d'argento
  - Migliore scenografia a Fiorenzo Senese
  - Migliori costumi a Gabriella Pescucci